# Biljožderi
Biljožderi su životinje koje se isključivo hrane biljnom hranom. Oni ne mogu žvakati ni probavljati meso.
Biljožderi se mogu naći na kopnu, u moru i slatkim vodama, a njima se hrane mesožderi. Zbog specijalizacije na biljnu hranu biljožderi imaju dulji probavni sustav, veći želudac, jače čeljusti a kod sisavaca široke kutne zube nego mesožderi ili svežderi. 
Prehrana pojedinih biljoždera mijenja se ovisno o godišnjem dobu. Biljožderi su uglavnom sisavci. U neke od njih ubrajaju se konji, ovce, goveda i primati. Svi su primati biljožderi, izuzmemo li ljude i babune.

## Neki biljožderi
- koza
- govedo
- konj
- zebra
- nosorog
- ovca
- većina primata
- gnu
- jelen
- deva
- koala
- zec
- zamorac